# Nordica (авіакомпанія)
Nordica — державна естонська авіакомпанія, що базується в Таллінні, здійснює регулярні та чартерні рейси по Європі.

## Історія
Компанія Nordic Aviation Group була заснована 25 вересня 2015 року за рішенням Уряду Естонії через банкрутство авіакомпанії Estonian Air, яке відбулося в листопаді 2015 року.
8 листопада 2015 року авіакомпанія почала здійснювати регулярні рейси у співпраці зі словенської авіакомпанією Adria Airways.
У березні 2016 року був представлений новий бренд авіакомпанії, з цього часу вона стала називатися Nordica.
У листопаді 2016 року розпочалося стратегічне співробітництво Nordica з польської авіакомпанією LOT Polish Airlines.
У листопаді 2017 року було укладено угоду з авіакомпанією Scandinavian Airlines System про здійснення ближніх рейсів з Копенгагена

### Кодшерінгові угоди
Nordica має кодшерінгові угоди з авіалініями:
- Croatia Airlines
- LOT Polish Airlines
- Lufthansa
- TAP Air Portugal[4]
- Turkish Airlines

## Флот

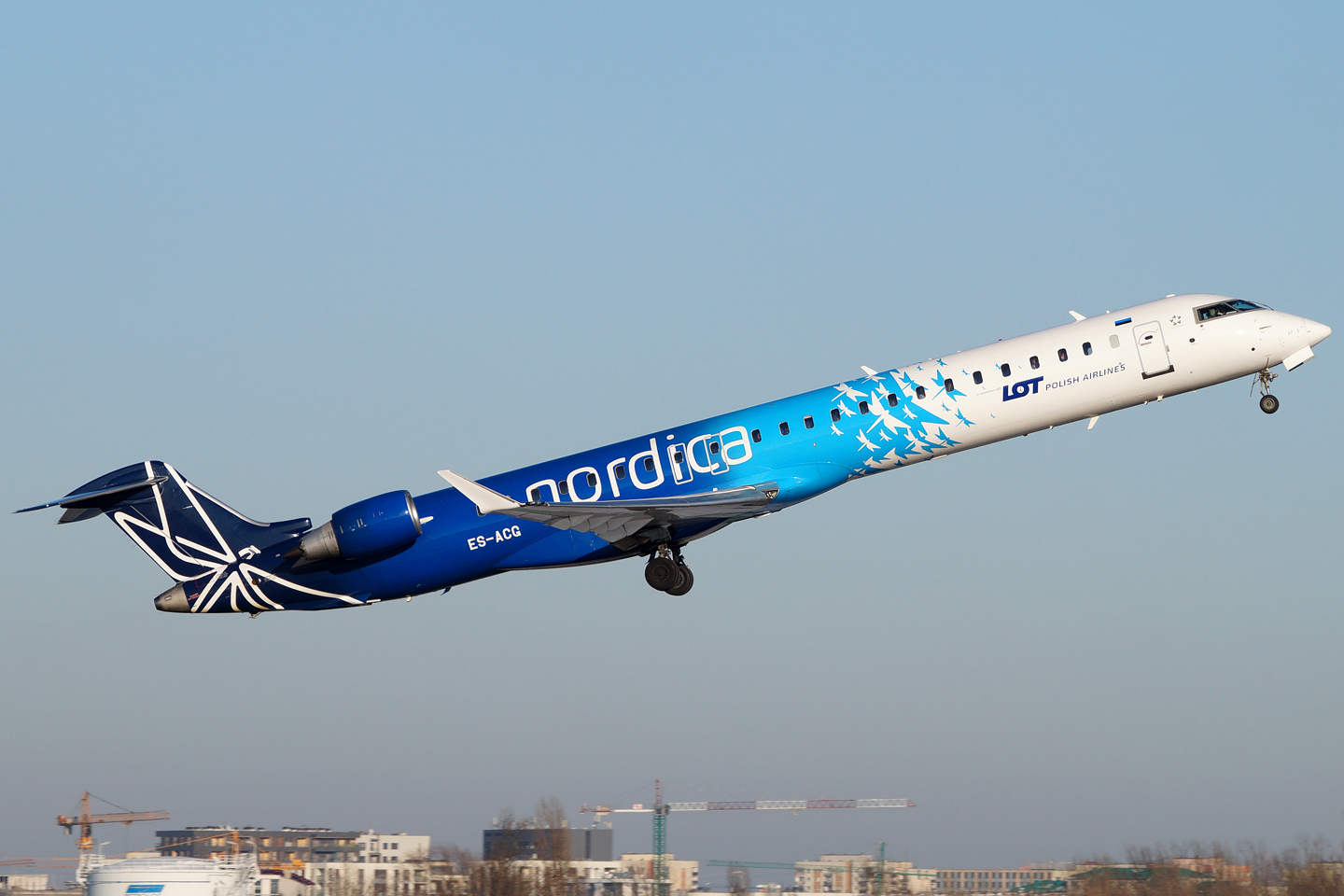
Nordica Bombardier CRJ900

Флот Nordica на вересень 2017: